# Núi Akaishi
Núi Akaishi (赤石岳 Akaishi-dake), (âm Hán-Việt: Xích Thạch nhạc) là một đỉnh núi thuộc dãy núi Akaishi, trên ranh giới hai tỉnh Shizuoka và Nagano miền trung phần đảo Honshū, Nhật Bản.
Vào ngày 1, tháng 6 năm 1964, khi thành lập vườn quốc qua Minami Alps thì núi Akaishi được gom vào khu vực đó.